# Daniel Lassalle
Pour les articles homonymes, voir Lassalle.
 (juillet 2020).
Si vous disposez d'ouvrages ou d'articles de référence ou si vous connaissez des sites web de qualité traitant du thème abordé ici, merci de compléter l'article en donnant les références utiles à sa vérifiabilité et en les liant à la section « Notes et références ».
Daniel Lassalle est un musicien français, codirecteur artistique de l'ensemble des Sacqueboutiers de Toulouse avec Jean-Pierre Canihac où il pratique la sacqueboute et le trombone.

## Biographie
Daniel Lassalle est né à Lavelanet en Ariège le 6 septembre 1965. Il débute la musique à l'âge de 5 ans. C'est à moins de 15 ans, en 1981, qu'il rejoint les Sacqueboutiers de Toulouse orienté par son maître Jean-Pierre Mathieu. En 1982, il obtient le premier prix de trombone à l'unanimité et un premier prix de musique de chambre au conservatoire de Toulouse, et à Paris, il obtient le premier prix de trombone au Conservatoire national supérieur de musique de Paris. Un diplôme de professeur de musique et un certificat d'aptitude aux fonctions de professeur de trombone ont complété sa formation pédagogique en 1984 et 1992. 
Il collaborera par la suite avec des musiciens de renommée tels que Philippe Herreweghe (La Chapelle Royale), Jordi Savall (Hesperion XXI), Dominique Visse (ensemble Clément Janequin).
D'autre part, Daniel Lassalle s'investit tout particulièrement dans l'interprétation de la musique contemporaine ; notamment avec la Sequenza V pour trombone solo de Luciano Berio qu'il a jouée devant le compositeur.
Il est actuellement professeur de sacqueboute au Conservatoire national supérieur de musique et de danse de Lyon et professeur de trombone au Conservatoire à rayonnement régional de Toulouse.